# 17955 Sedransk
17955 Sedransk è un asteroide della fascia principale. Scoperto nel 1999, presenta un'orbita caratterizzata da un semiasse maggiore pari a 2,6578089 UA e da un'eccentricità di 0,0492089, inclinata di 2,16348° rispetto all'eclittica.